# Louis Versyp
Louis Versyp (5 de dezembro de 1908 - 27 de junho de 1988) foi um futebolista belga que competiu na Copa do Mundo FIFA de 1930 e 1934.